# Vilaverdense Futebol Clube
O Vilaverdense Futebol Clube, anteriormente conhecido como Länk FC Vilaverdense, é um clube de futebol português, fundado em Vila Verde, distrito de Braga em 1953.
Atualmente o clube joga n Campeonato de Portugal e manda os jogos em casa no Campo Cruz de Reguengo. No entanto, na única participação na Segunda Liga, o clube mandou os jogos em casa no Estádio Cidade de Coimbra, devido à falta de condições no seu estádio.

## História

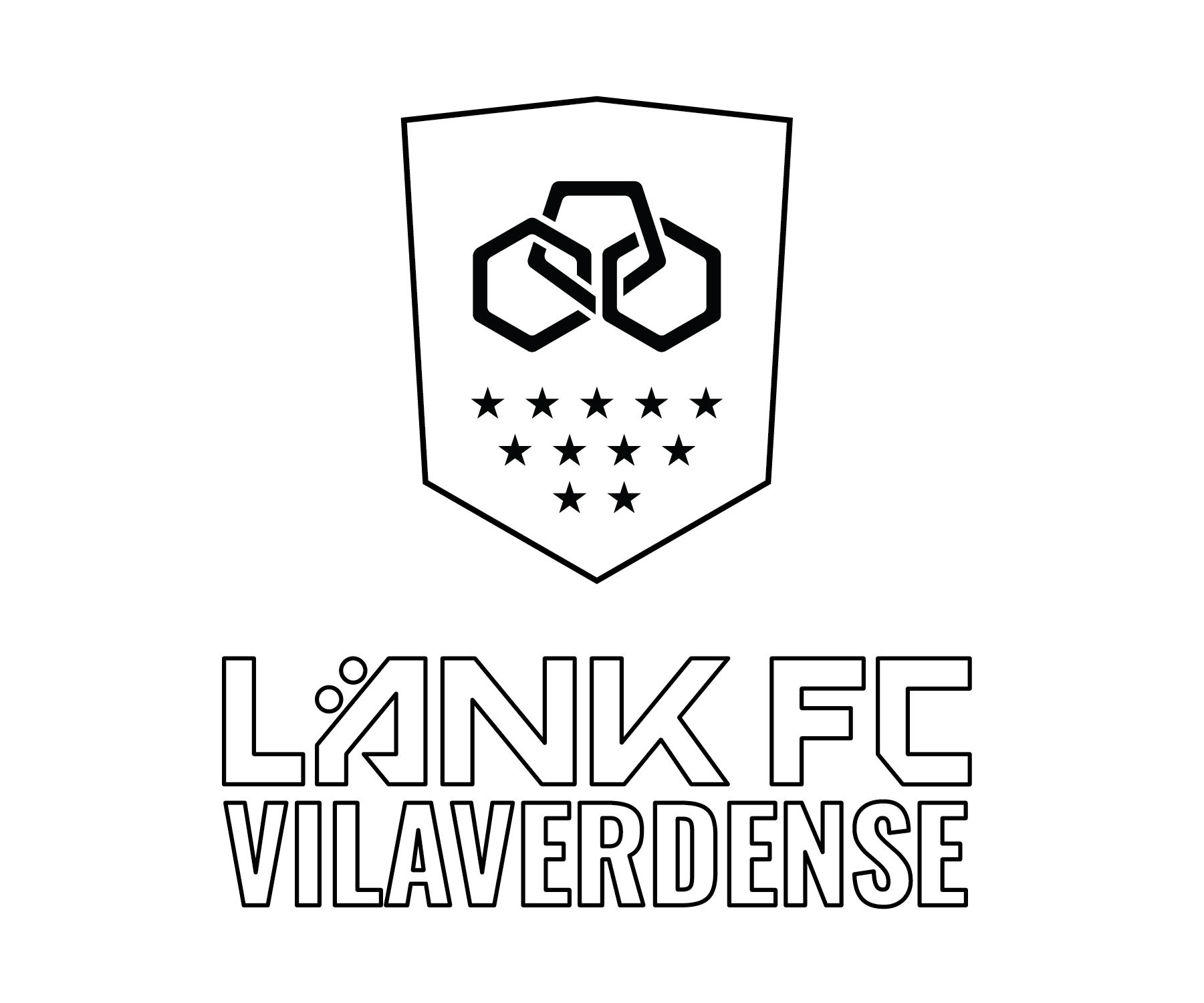
Emblema da SAD de 2020-2024

A história deste clube remonta a 1943,do qual existe registo de jogos do clube, porém a sua data oficial data de janeiro de 1953 aquando do regresso aos campeonatos da AF Braga.
Em 2017/18 o Vilaverdense FC estando presente no Campeonato Prio de Portugal alcançou os oitavos de final da Taça de Portugal eliminando o GD Bragança, Esmoriz GC, Boavista FC, FC Vizela e foi eliminado pelo Sporting CP.
Em 2020, um grupo canadiano chamado Länk adquiriu 90% da SAD do Vilaverdense FC, prometendo melhorar o estádio do clube. Com isso, eles mudaram o nome do clube para Länk FC Vilaverdense e seu emblema para um preto e branco. Embora a aquisição tenha sido aprovada pelos associados do clube, as mudanças feitas por Länk foram alvo de fortes críticas pelos adeptos do clube e causaram polémica.
Em 2022/23 o ainda Länk FC Vilaverdense consegue a promoção à Segunda Liga. Contudo na temporada a seguir, 2023/24 é despromovido à Liga 3 tendo terminado na penúltima posição após também ter sido punido com um ponto de penalização, por questões salariais.
Finda a temporada de 2024 o clube voltou-se a chamar Vilaverdense Futebol Clube.

## Palmarés
Títulos oficiais do clube
Taça da AF Braga: 5 (1988/89, 1990/91, 1992/93, 1997/98 e 2009/10)
Divisão de Honra da AF Braga: 1 (2010/11)

## Futebol

### Classificações por época[11]
| Época     | Nível | Divisão                | Classificação                           | Taça de Portugal | Taça da Liga |
| --------- | ----- | ---------------------- | --------------------------------------- | ---------------- | ------------ |
| 2015/2016 | 3     | Campeonato de Portugal | 2º (5º na fase de subida)               | 1E               | -            |
| 2016/2017 | 3     | Campeonato de Portugal | 3º (1º na fase de manutenção)           | 2E               | -            |
| 2017/2018 | 3     | Campeonato de Portugal | 2º (1/4 na fase final)                  | 1/8              | -            |
| 2018/2019 | 3     | Campeonato de Portugal | 17º                                     | 1E               | -            |
| 2019/2020 | 4     | AF Braga Pro-nacional  | 3º                                      | -                | -            |
| 2020/2021 | 3     | Campeonato de Portugal | 7º                                      | 3E               | -            |
| 2021/2022 | 4     | Campeonato de Portugal | 1º (2º na fase de subida)               | 3E               | -            |
| 2022/2023 | 3     | Liga 3                 | 2º (2º na fase de subida)               | 1/8              | -            |
| 2023/2024 | 2     | 2ª Liga                | 17º                                     | 1/16             | -            |
| 2024/2025 | 3     | Liga 3                 | 6º (Fase de Descida) 10º (Fase Regular) | 2E               | -            |
| 2025/2026 | 4     | Campeonato de Portugal | ?                                       | ?                | -            |

Legenda das cores na pirâmide do futebol português
     1º nível (1ª Divisão / 1ª Liga) 
     2º nível (até 1989/90 como 2ª Divisão Nacional, dividido por zonas, em 1990/91 foi criada a 2ª Liga) 
     3º nível (até 1989/90 como 3ª Divisão Nacional, entre 1990/91 e 2020/21 como 2ª Divisão B/Nacional de Seniores/Campeonato de Portugal, depois de 2020/21 como 3ª Liga)
     4º nível (entre 1989/90 e 2012/2013 como 3ª Divisão, entre 1947/48 e 1989/90 e 2013/14 e 2020/21 como 1ª Divisão Distrital, depois de 2020/21 como Campeonato de Portugal) 

### Jogadores Notáveis
Bruno Gama, Nenê